# Elvira Boni
Elvira Boni de Lacerda (Espírito Santo do Pinhal, 1899 – Rio de Janeiro, 1990) foi uma ativista política e líder grevista. Definia-se como a "mocinha do século passado".Casou-se com Olgier Lacerda, um dos fundadores do Partido Comunista Brasileiro (PCB), do qual participou também de suas atividades, mas sem se filiar.
Em 1909 como consequência da propagação das ideias anarquistas fundou-se na então capital federal a Liga Anticlerical. A Liga desenvolveu intensa atividade, inclusive uma campanha chamada “Onde está Idalina?”, que durou dois anos, denunciando o padre Faustino Consoni pelo estupro e morte da menor de idade Idalina de Oliveira. No meio de toda essa agitação, Elvira iniciou-se na vida sindical e política.
Depois de passar por algumas oficinas de costura, Elvira teve que decidir entre montar seu próprio negócio ou fazer o trabalho sindical - decidindo-se então pelo trabalho sindical. Em maio de 1919 fundou, com outras profissionais, a União das Costureiras, Chapeleiras e Classes Anexas promovendo greve vitoriosa para a categoria.

## Família e primeiros anos
Elvira nasceu no ano de 1899 em Espirito Santo do Pinhal. Filha dos imigrantes Italianos de Cremona Ângelo Boni e Tercila Aciratti Boni. Teve seu primeiro contato com as ideias socialistas dentro de casa com seu pai que era operário metalúrgico. Aos oito anos de idade mudou-se junto com sua família para a cidade do Rio de Janeiro no bairro Cordovil. Devido a uma doença que um de seus irmãos contraiu, Elvira teve que abandonar os estudos e, como consequência não chegou a concluir o primário.
Elvira sempre teve contato direto com a costura, quando pequena observava de perto sua mãe costurando em uma máquina de mão vinda direto da Itália. Logo depois, seu pai as presenteou com a melhor máquina que havia na época, uma Singer gabinete. Aos 12 anos de idade começou a trabalhar como aprendiz em uma oficina de costura. Assim, aos 17, 18 anos de idade, Elvira já costurava para si mesma e suas irmãs. A costura nessa época surge como uma das principais atividades desempenhadas no lar por mulheres que tinham filhos, mas que precisavam trabalhar.
Cresceu em um meio doméstico com viés libertário, seu pai, Ângelo, aproximou-se do anarquismo graças a uma amizade feita com um sapateiro espanhol chamado Francisco Carrillo e um italiano chamado Stefano Guacchi, com os quais discutia noites inteiras sobre artigos lidos em jornais italianos. Esses amigos foram os responsáveis por apresentar para Ângelo o 'Círculo Socialista Dante Alighieri' fundado em Pinhal.
Sua mãe, católica praticante, aproximou-se também das ideias anarquistas por responsabilidade de seu marido, que quando achava algum artigo interessante de temática anticlerical lia para ela. A família inteira de Elvira, portanto, se relacionava com o anarquismo de alguma forma, um exemplo disso, era seu irmão, que foi detido certa vez por propagar o Jornal Espartacus no Rio de Janeiro o que também resultou em sua demissão do trabalho.

## Vida profissional e sindical
Aos 12 anos começou a trabalhar como aprendiz em uma oficina de costura na rua Uruguaiana. A principio, Elvira não recebia salário e depois de um tempo começou a receber 10 mil réis por mês. Já conhecia a Liga Anticlerical, com sede na Av. Marechal Floriano. Por essa época (1911-1912), a jornada de trabalho começava às 8h e terminava à 19h, mas quando o serviço era muito, prolongava-se até entre 20 e 22h.
No meio da agitação depois da fundação da Liga Anticlerical e da propagação das ideias anarquistas, Elvira iniciou-se na vida sindical e política. Passou por diversas oficinas de costura, até que então teve que escolher entre montar seu próprio negócio ou fazer apenas o trabalho sindical. Devido ao alto gasto que é tornar-se empresária, e também a baixa quantia que sua pequena oficina de costura lhe dava, Elvira não conseguia pagar devidamente as suas funcionárias e optou então dedicar-se apenas ao trabalho sindical.
Em maio de 1919 fundou, com Elisa Gonçalves de Oliveira, Carmen Ribeiro, Isabel Peleteiro, Noêmia Lopes, Aida Morais e outras profissionais, a União das Costureiras, Chapeleiras e Classes Anexas, ainda no primeiro momento do movimento feminista no Brasil, essa União formava o movimento das operárias de ideologia anarquista, que proclamavam a situação da mulher nas fábricas e nas oficinas.
A sede da União funcionava na antiga sede da "União dos Alfaiates do Rio de Janeiro". Coube a Elvira Boni a tarefa de ler o discurso de inauguração, publicado depois no tradicional periódico Jornal do Brasil. Três meses depois, a União organizou a primeira iniciativa da associação - uma greve vitoriosa por melhores salários e jornada de trabalho de oito horas. Muitas grevistas foram punidas com demissão. Não obstante, apesar das medidas repressoras, as trabalhadoras continuaram sua marcha emancipadora. A greve foi noticiada pelo Jornal do Brasil como “a greve das abelhas de luxo”.
Em 1920, Elvira presidiu a mesa de trabalhos do III Congresso Operário Brasileiro, e também sua sessão de encerramento, que ocorreu no mesmo ano.
É possível notarmos na foto, que foi publicada no Jornal Voz do Povo de 1º de maio de 1920, o número elevado de mulheres presentes no congresso. Na mesa, no entanto, havia apenas Elvira. A partir daí, é possível notar a importância que Elvira adquiriu dentro do movimento operário, visto que ela foi escolhida para presidir a mesa de abertura do Congresso, e também para discursar, sendo muito aplaudida por aqueles presentes ao final de sua fala. A operária que não havia nem terminado o ensino primário, possuía o respeito da classe trabalhadora, conquistando ali seu espaço nas esferas discursivas políticas.
Ela apresentou peças anarquistas e anticlericais, interpretadas por grupos amadores nos palcos dos salões das associações operárias do Rio de Janeiro. Em 1921, por indicação de José Oiticica integrou o Comitê Pró-Flagelados Russos, que visava a auxiliar populações vítimas da seca naquele país, ocorrida após a Guerra Civil. No período 1921 – 1922 participou da revista Renovação, dirigida pelo português Marques da Costa, dando-lhe seu nome como responsável pelo veículo (já que o diretor era estrangeiro, o que não era permitido na época). Em um dos artigos da revista, intitulado 'A Festa da Penha', depois de mostrar o lado alegre, mas também triste dos pagadores de promessas, subindo a Escadaria da Penha de joelhos, Elvira Boni termina com o seguinte comunicado: "E tu, mulher, que és indispensável ao êxito de qualquer iniciativa, deves impor-te abandonando todas essas manifestações de vício e depravação; deves conjugar todos os teus esforços, buscando a instrução como principal fator para uma vitória consciente, e ao lado dos homens, formar no batalhão de uma sociedade onde a cadeia seja substituída pela Escola e não exista o ódio no lugar do amor".
Elvira também escreveu com certa frequência para o Jornal O Operário a partir do de 1912. É possível observar em seus sete textos publicados uma postura anticlerical (que combate a influência política, moral ou social do clero), defendendo, inclusive, o amor livre e a escolha de parceiros, como podemos observar neste trecho de seu artigo intitulado "O divórcio", de outubro de 1912 - "Parece incrível que essa jesuitada de casaca e outros tantos de batina se preocupem tanto com a resolução que tomaram meia dúzia de homens de repelir os preconceitos da infernal Madre-Igreja. Não contentes essa corja de destruírem o amor livre e levantarem códigos para o afeto e legislações para o poema do beijo, criando leis para união passional de duas almas completares que se encontraram e se amaram no embate das lutas (...): tentam ainda imporem a sua vontade na vida privada dos que se acham divorciados dos seus preconceitos".
Junto com Noêmia Lopes (também fundadora da União), foi determinada como representante da União das Costureiras, e também nomeada tesoureira entre os anos 1919 e 1922, quando a entidade acabou fechando por falta de interesse entre as mulheres em participar do movimento sindical.
Com as divergências entre os fundadores do Partido Comunista Brasileiro e os anarquistas, Elvira Boni se afasta do movimento libertário.

## Casamento
Durante sua participação em um grupo de teatro operário, o Grupo Dramático 1º de Maio, Elvira conheceu no ano de 1917 o comerciante Olgier Lacerda, um dos fundadores do Partido Comunista Brasileiro (PCB), com quem casou-se algum tempo depois.
Seu casamento coincidiu com o encerramento da União das Costureiras, quando Elvira deixou de trabalhar fora, e continuou a trabalhar em casa, fazendo não só os serviços domésticos, mas também alguns pequenos serviços de costura, como a produção de calças e coletes masculinos. Entre 1925 e 1929, o casal morou no Rio Grande do Sul. Tiveram duas filhas - Vanda Lacerda (atriz brasileira de teatro, cinema e televisão) e Zeni Lacerda (Bailarina do corpo de Baile do Teatro Municipal do Rio de Janeiro). Por conta das crianças, durante essa época, Elvira participou pouco das atividades políticas. Mas, ainda assim, engajou-se no Socorro Vermelho, organização comunista internacional que tinha como principal objetivo recolher e encaminhar fundos para famílias de trabalhadores perseguidos e presos. Apesar de grande colaboradora da causa comunista, Elvira nunca filiou-se realmente ao PCB. Em 1938, foi morar na cidade do Rio de Janeiro em Santa Teresa. Lá, em 1949, fundou com outras mulheres a Associação de Senhoras de Santa Teresa, que desenvolveu um importante trabalho comunitário de proteção à infância, buscando melhorias para o bairro.
Elvira morreu no Rio de Janeiro em 1990.